# Aéroport de Kangerlussuaq
L'aéroport international de Kangerlussuaq (code IATA : SFJ • code OACI : BGSF) est un aéroport groenlandais situé à Kangerlussuaq, au nord du cercle polaire arctique. Air Greenland, la compagnie aérienne nationale du Groenland, y opérait jusqqu'en 2024 la plupart de ses vols internationaux, car cet aéroport était le seul avec Narsarsuaq à avoir une piste assez longue pour accueillir des avions à réaction. Cependant, avec l'ouverture du nouvel aéroport de Nuuk en 2024, tous les vols internationaux y ont été transférés.

## Compagnies et destinations
| Compagnies    | Destinations                                  |
| ------------- | --------------------------------------------- |
| Air Greenland | Nuuk, Sisimiut En saison : Copenhague-Kastrup |

Édité le 02/01/2025

## Équipements
Le terminal est ouvert 24 h/24. L'aéroport possède un hôtel avec une capacité de 70 chambres, un restaurant, une boîte de nuit, un bar libre-service pendant la journée ainsi que des galeries marchandes.

## Galerie

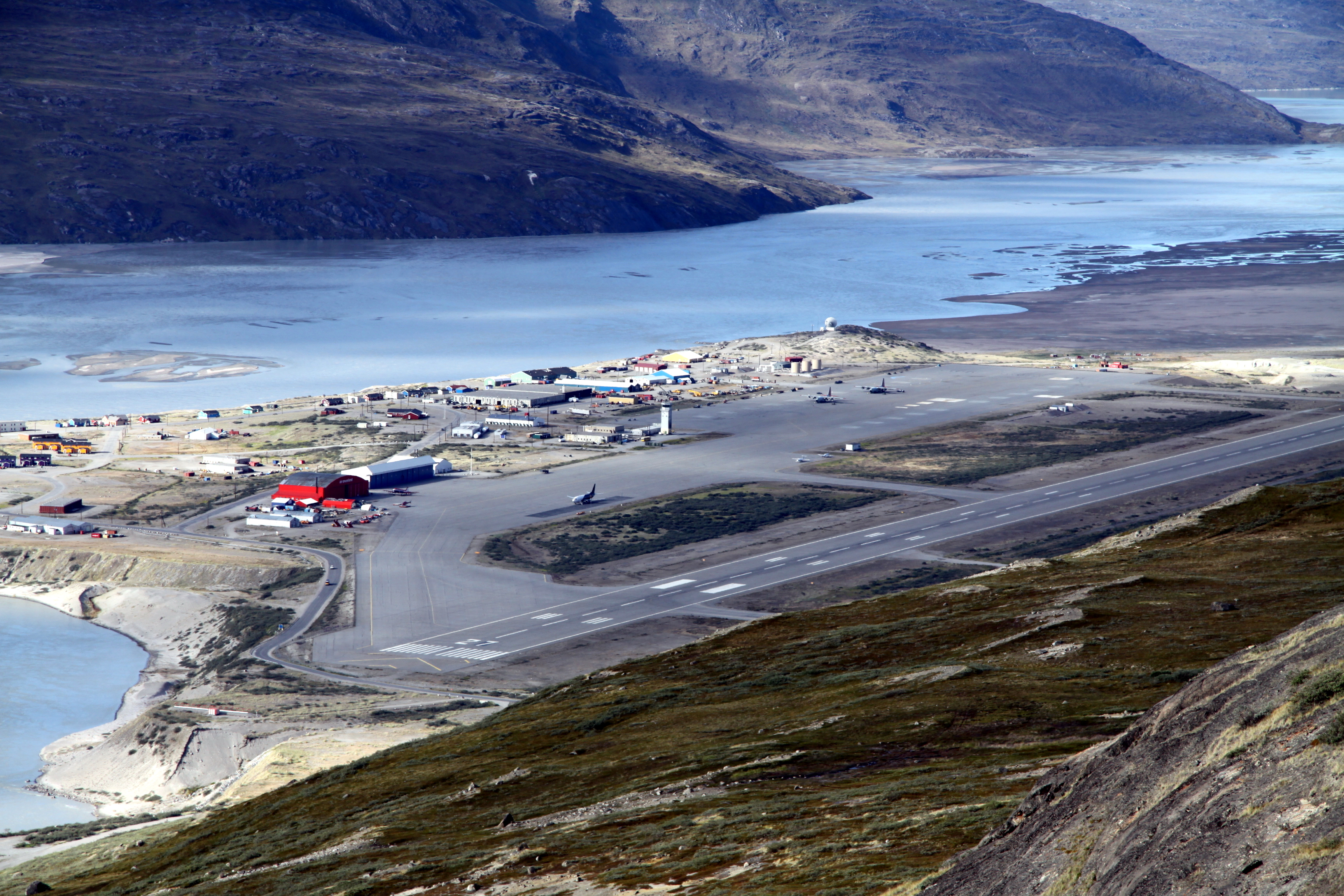
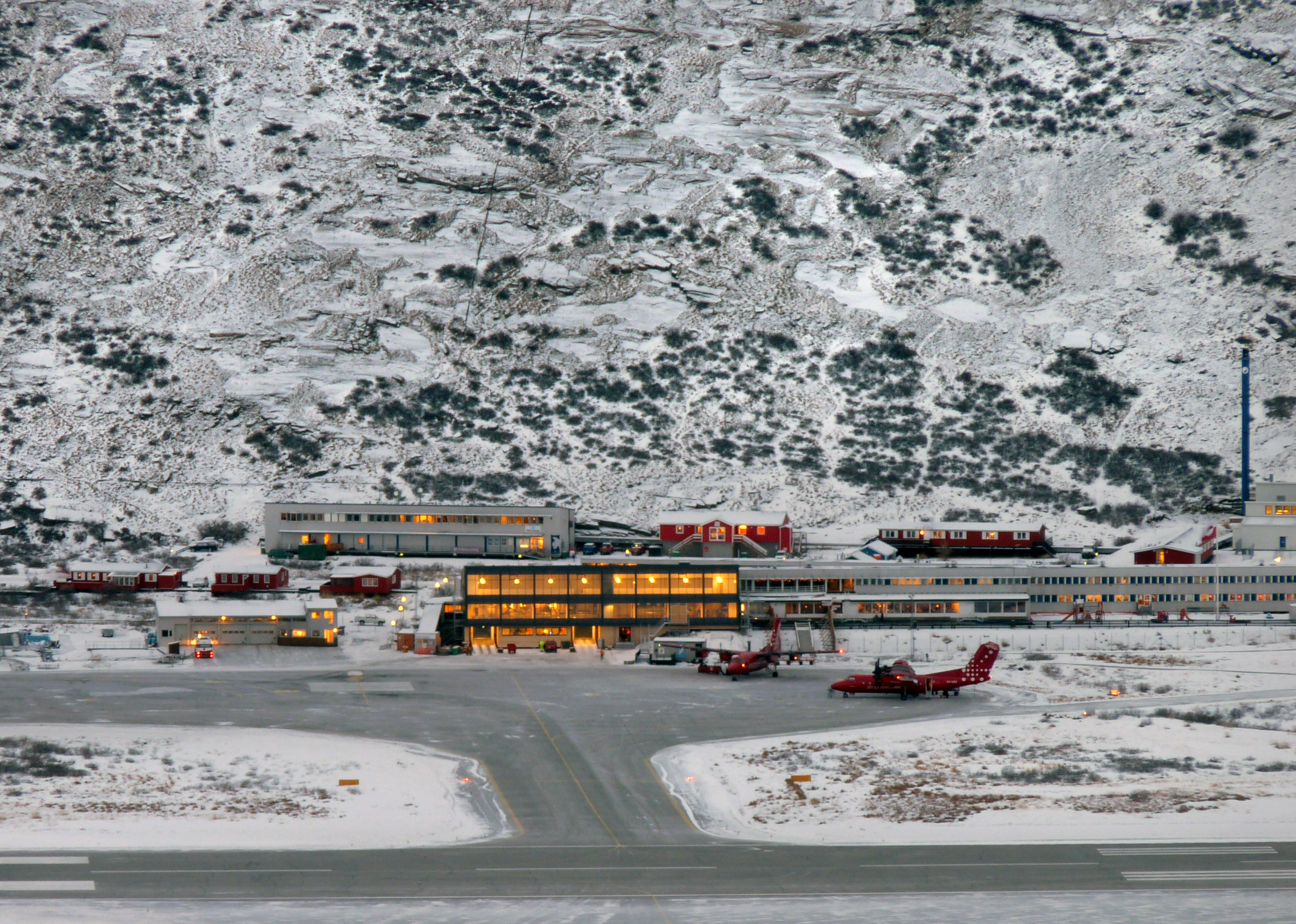
Galeries marchandes, hôtel, restaurant.
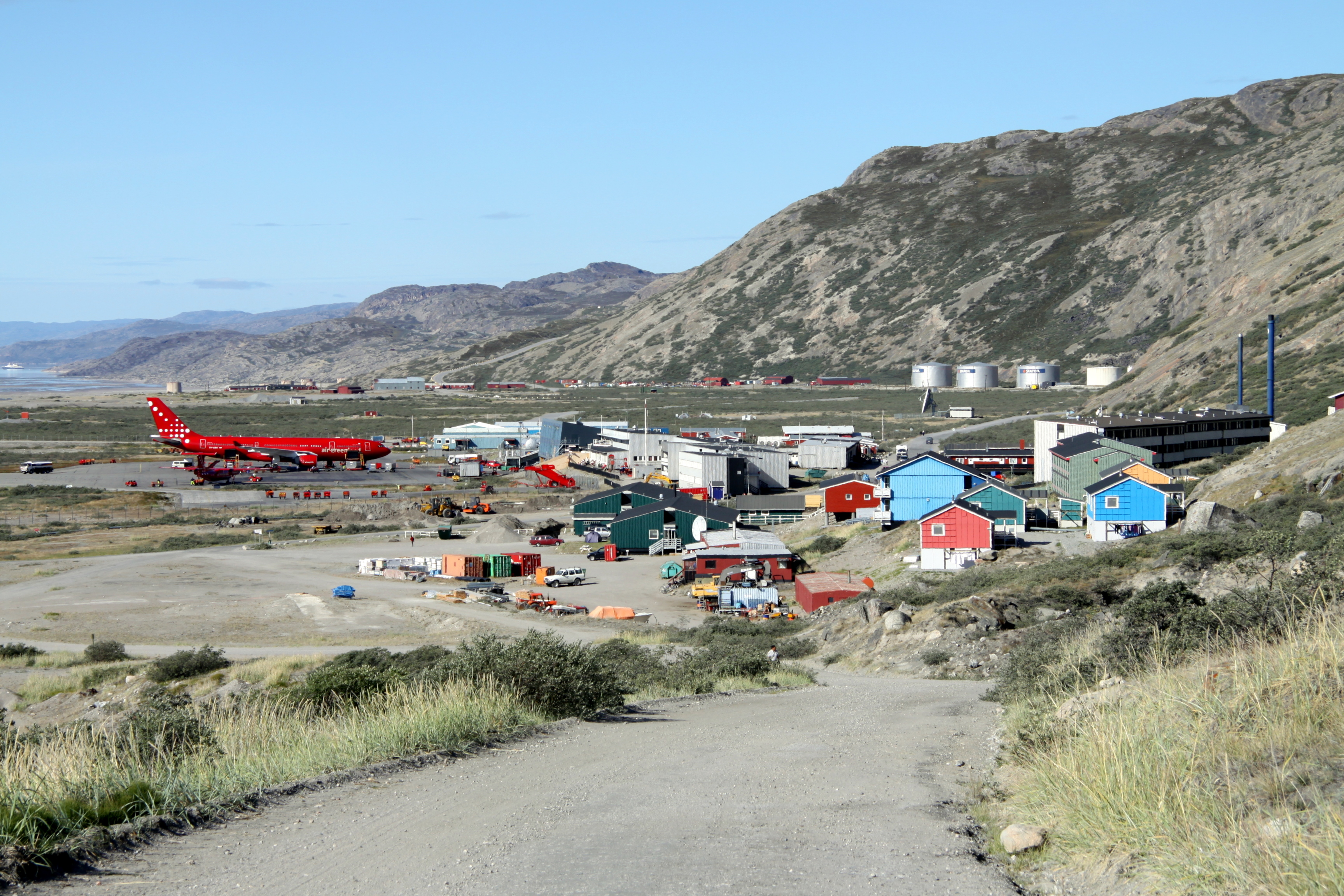
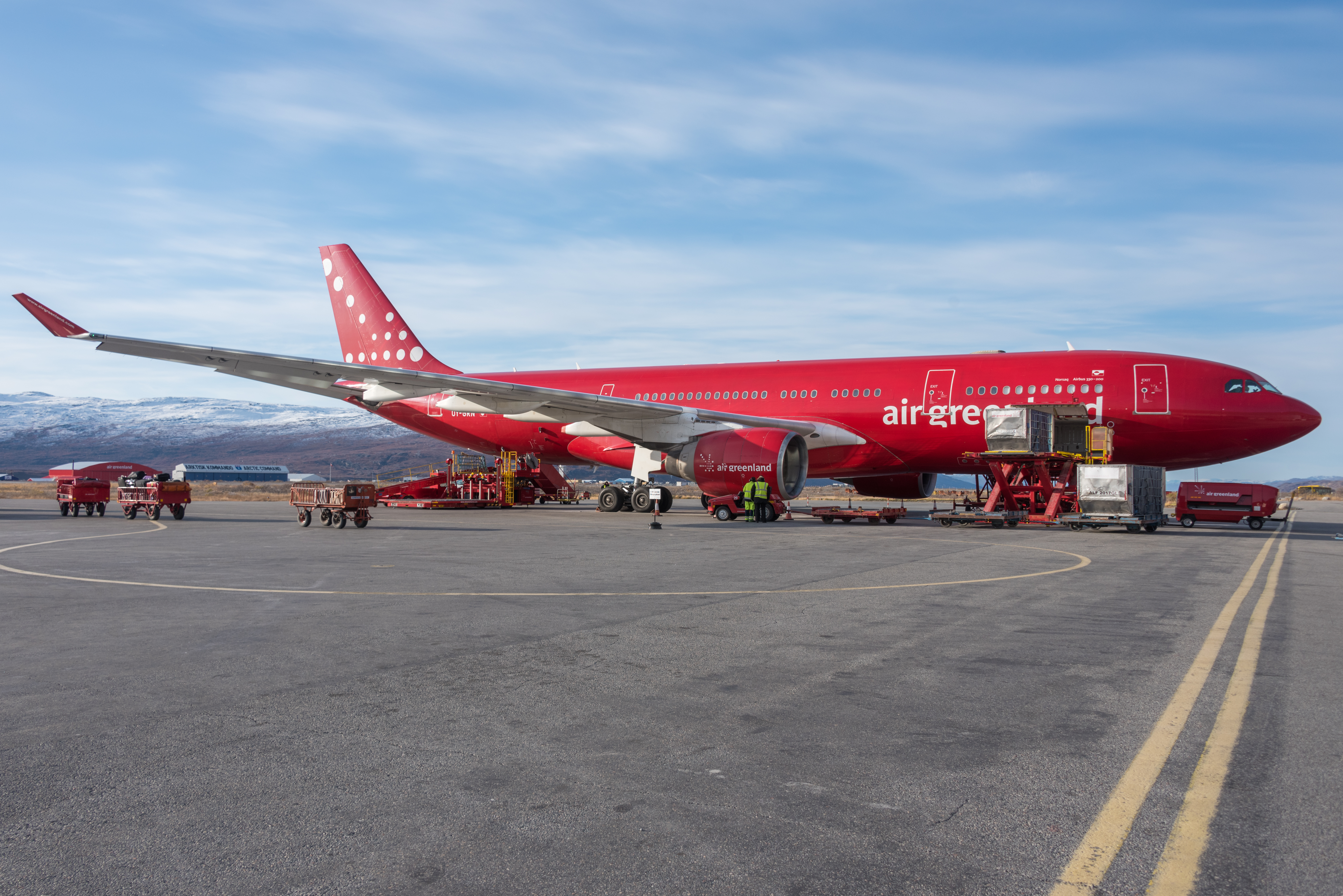
Airbus A330 d'Air Greenland
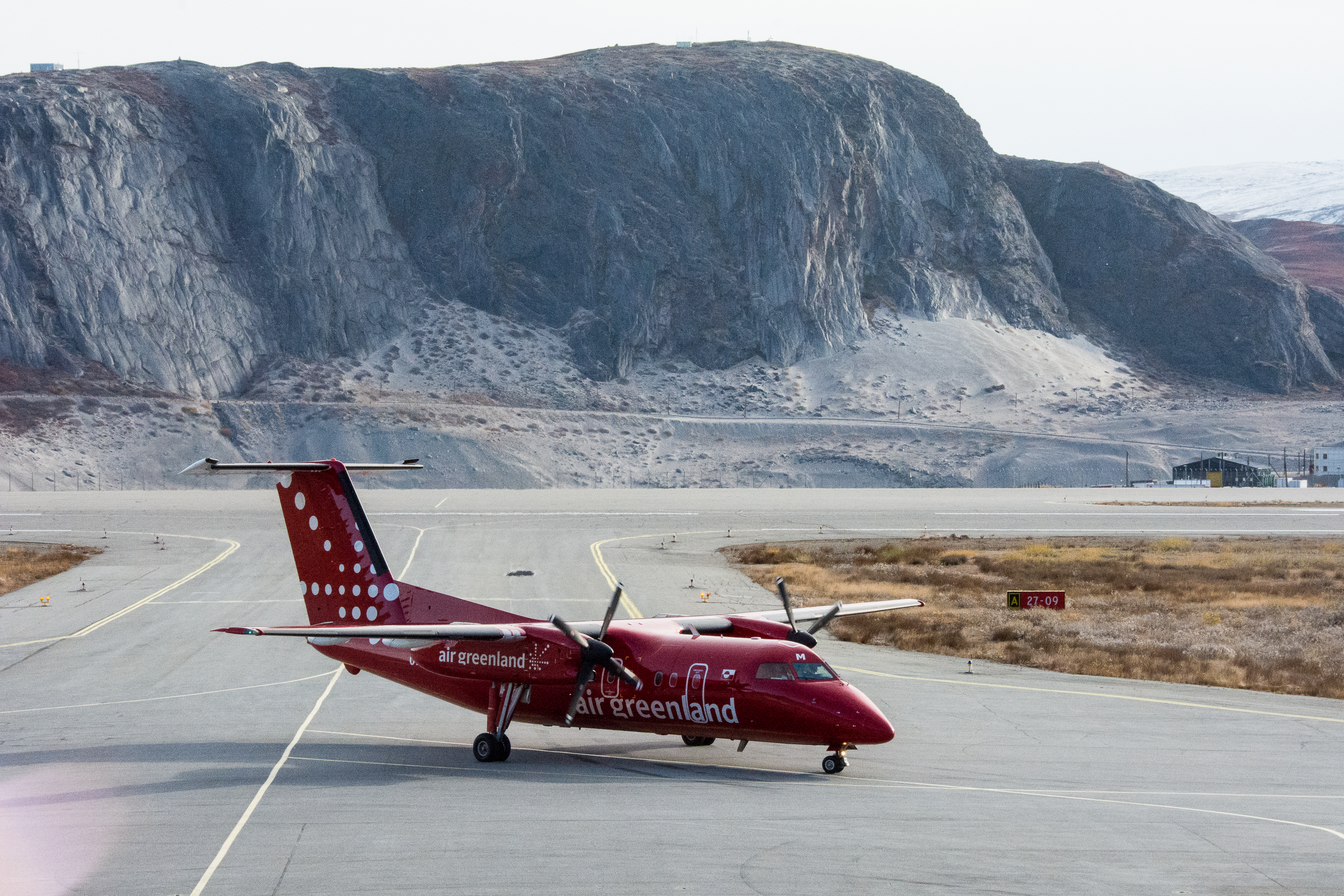
Dash-8 d'Air Greenland